# Arado Ar 79
L'Arado Ar 79 era un aereo da turismo monomotore ad ala bassa usato anche come addestratore avanzato acrobatico sviluppato dalla tedesca Arado Flugzeugwerke GmbH nella seconda parte degli anni trenta.
Destinato al mercato dell'aviazione generale, riuscì a conseguire una serie di primati per la propria categoria, trovando anche un utilizzo in ambito militare come addestratore nella Magyar Királyi Honvéd Légierő, l'aeronautica militare dell'allora Regno d'Ungheria.

## Storia del progetto
I successi ottenuti dall'industria aeronautica tedesca nelle varie competizioni riservate ai velivoli da turismo a cavallo degli anni trenta consigliarono all'Arado di sviluppare un nuovo modello adatto ad entrare in quel settore del mercato civile.
Il progetto, avviato dal direttore dell'ufficio tecnico dell'azienda Walter Blume nel 1937, era relativo ad un moderno velivolo realizzato in tecnica mista, un monomotore monoplano ad ala bassa con cabina di pilotaggio a due posti affiancati e carrello d'atterraggio triciclo classico con elementi anteriori retrattili.

## Tecnica
L'Ar 79 era un compatto velivolo da turismo con capacità acrobatiche che riprendeva l'impostazione dei pari ruolo di produzione tedesca degli anni trenta destinati al mercato civile, monomotore, monoplano ad ala bassa, biposto, con cabina chiusa.
La fusoliera, che integrava la cabina di pilotaggio a due posti affiancati, chiusa da un tettuccio ed accessibile dai lati dello stesso, era realizzata nella parte anteriore con una struttura di tubi d'acciaio saldati tra loro e ricoperti in tela trattata, e posteriormente con una a semiguscio (o monoscocca secondo altre fonti), terminando in un impennaggio classico monoderiva caratterizzato da un unico piano orizzontale.
L'velatura era monoplana, con ala posizionata bassa e a sbalzo sulla fusoliera, realizzata con struttura lignea mono longherone e ricoperta in tela trattata e fogli di compensato.
Il carrello d'atterraggio era un triciclo convenzionale, dotato di elementi anteriori ammortizzati che si ritraevano con movimento verso l'interno nel tronco centrale del piano alare integrati da un ruotino d'appoggio posto sotto la coda.
La propulsione era affidata ad un motore Hirth HM 504A-2, un 4 cilindri in linea rovesciato raffreddato ad aria in grado di erogare una potenza pari a 105 PS (77 kW), adeguata alle caratteristiche del modello. Posizionato all'estremità anteriore della fusoliera e racchiuso da una cofanatura di tipo automobilistico, era abbinato ad un'elica lignea bipala a passo fisso.

## Impiego operativo
Nel 1938 l'Ar 79 riuscì ad ottenere una serie di risultati di rilievo conquistando alcuni primati internazionali di velocità per la propria categoria.
Il 15 luglio l'Ar 79A V1 marche D-EKCX condotto da Herr Lüber riuscì ad aggiudicarsi, con il solo pilota a bordo, il record di velocità sulla distanza di 1 000 km alla media di 229,04 km/h ed il successivo 29 luglio, in condizioni analoghe, quello sui 2 000 km alla media di 227,029 km/h ottenuto con l'Ar 79A V2 D-EHCR con Seelbach ai comandi.
In seguito venne approntato un Ar 79 appositamente modificato per il conseguimento di un primato sulla distanza, aggiungendo dei serbatoi di combustibile supplementari, uno dietro la cabina di pilotaggio da 520 L ed un secondo, sganciabile, da 106 L posizionato sotto la fusoliera. In questa configurazione, ai comandi dell'equipaggio composto dal tenente Pulkowski e dal sottotenente Jennet della Luftwaffe, riuscì a compiere un volo senza scalo di 6 303 km partendo da Bengasi, in Libia, fino a Gaya, in India, alla velocità media di 160 km/h.

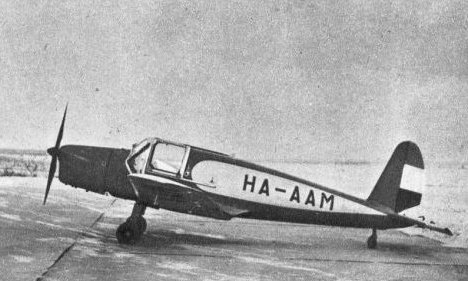
l'Ar 79 marche HA-AAM usato0 da István Horthy per il raid Budapest-Bombay-Budapest.

Tra le varie imprese ottenute con un Ar 79 si ricorda anche il raid Budapest-Bombay-Budapest effettuato dall'ungherese István Horthy, nobile, pilota e, durante la seconda guerra mondiale, pilota da caccia nella Magyar Királyi Honvéd Légierő, l'aeronautica militare dell'allora Regno d'Ungheria, perito in un incidente sul fronte orientale ai comandi di un MÁVAG Héja. Nell'impresa riuscì ad effettuare il viaggio andata e ritorno in sette giorni e mezzo ricoprendo una distanza di 12 860 km.

## Utilizzatori
Ungheria
- Magyar Királyi Honvéd Légierő

## Versioni
Ar 79 B

Ar 79 D

Ar 79 E

### Pubblicazioni
- Arado Ar 79, in Aerei da guerra, Ginevra - Novara, Edito Service S.A. - Istituto Geografico De Agostini, 1993.